# Aubin Blanc

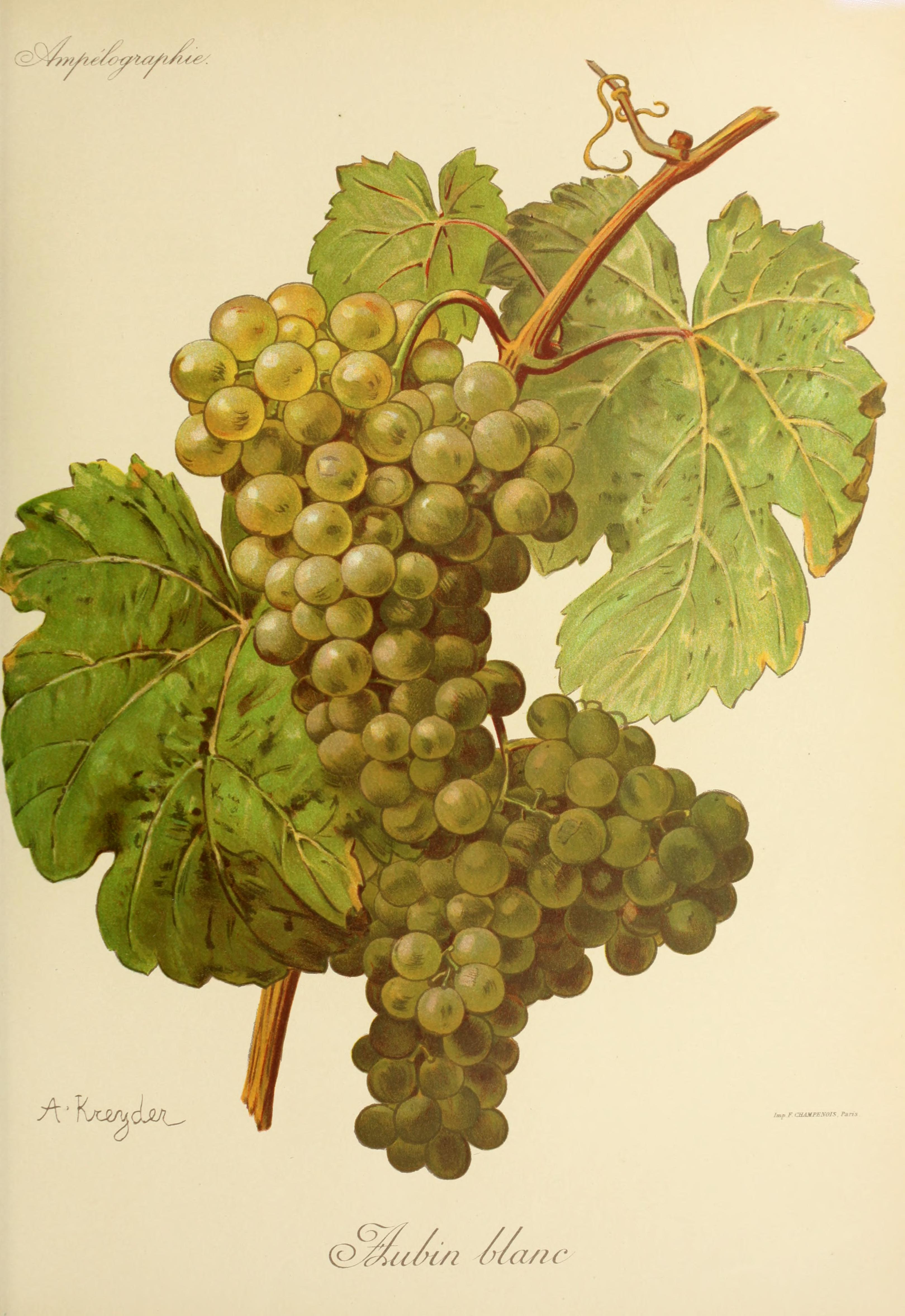
Zeichnung von Aubin Blanc

Aubin Blanc ist eine autochthone Weißweinsorte der Region Lothringen in Frankreich. Die frühreifende Sorte erbringt Weine von eher einfacher Qualität und ist daher kaum noch anzutreffen. In der Herkunftsbezeichnung Côtes de Toul gehört sie zu den zugelassenen Sorten. Kleinere Versuchsanpflanzungen sind in Kanada bekannt.
Aubin Blanc entstand aus einer spontanen Kreuzung von Savagnin und Gouais Blanc und ist somit sehr eng mit der Sorte Petit Meslier verwandt.
Abstammung: Savagnin × Gouais Blanc

## Ampelographische Sortenmerkmale
In der Ampelographie wird der Habitus folgendermaßen beschrieben:
- Die Triebspitze ist offen. Sie ist weißwollig behaart und mit einem karminroten Anflug versehen. Die gelblichen Jungblätter sind leichtwollig behaart.
- Die Blätter (siehe auch den Artikel Blattform) sind dreilappig und tief gebuchtet. Die Stielbucht ist häufig V-förmig geschlossen und die Blattenden überlappen. Der Blattrand ist stumpf gezahnt. Die Zähne sind im Vergleich zu anderen Rebsorten mittelweit gesetzt. Die Blattoberfläche (auch Blattspreite genannt) ist blasig derb.
- Die kegel- bis walzenförmige Traube ist klein bis mittelgroß, geflügelt und dichtbeerig. Die rundlichen Beeren sind klein. Sie sind bei Vollreife von weißlich-goldgelber Färbung.

Die Rebsorte Aubin Blanc reift ca. 5–10 Tage nach der Rebsorte Gutedel und gehört damit zu den Rebsorten der frühen ersten Reifungsperiode (siehe das Kapitel im Artikel Rebsorte). Sie zählt damit zu den frühreifenden Sorten. Aubin Blanc ist eine Varietät der Edlen Weinrebe (Vitis vinifera). Sie besitzt zwittrige Blüten und ist selbstfruchtend. Beim Weinbau entsteht somit nicht der ökonomische Nachteil, keinen Ertrag liefernde, männliche Pflanzen anbauen zu müssen.

## Synonyme
Aubin blanc ist auch unter den Namen Albin Blanc, Aneb ben Cadi, Aubier, Aubin, Blanc de Creuë, Blanc de Magny und Gros Vert de Crenay bekannt.